# Opisthoxia lineata
Opisthoxia lineata är en fjärilsart som beskrevs av W. Warren 1904. Opisthoxia lineata ingår i släktet Opisthoxia och familjen mätare. Inga underarter finns listade i Catalogue of Life.